# Jaden Smith
Jaden Christopher Syre Smith conosciuto come Jaden (Malibù, 8 luglio 1998) è un attore, rapper, ballerino, modello e stilista statunitense.

## Biografia
Jaden Smith è nato l'8 luglio 1998 a Malibu, in California, figlio di Will Smith e Jada Pinkett Smith. Ha un fratellastro più grande, Trey Smith (nato nel 1992), e una sorella minore, Willow Smith (nata nel 2000). Jaden ha frequentato la New Village Leadership Academy prima di essere educato a casa dei suoi genitori.
Crescendo, lo status di celebrità di Jaden dovuto alla recitazione nel film La ricerca della felicità e ai suoi genitori, entrambi molto famosi, lo hanno portato ad essere isolato dall'avere un'infanzia normale. Jaden non era in grado di stringere amicizia con gli altri ragazzi e, in quanto tale, era solito mescolarsi ai circoli underground dello skateboard, dove non era facilmente riconoscibile.

### Recitazione
Jaden ha fatto il suo esordio nel ruolo principale nel film La ricerca della felicità nel 2006 come Christopher, il figlio di Chris Gardner interpretato da Will Smith. Per il suo ruolo, Jaden ha vinto il premio "Breakthrough Performance" agli MTV Movie Awards del 2007. Jaden è poi apparso come Jacob nel film di fantascienza del 2008 di Scott Derrickson Ultimatum alla Terra, un remake del classico del 1951 con lo stesso nome.
Nel 2010, insieme con Jackie Chan, Jaden ha recitato in The Karate Kid - La leggenda continua, un remake del film del 1984. Nel maggio 2013, Will Smith e Jaden hanno recitato insieme, interpretando padre e figlio, in After Earth. Nel 2014 è stato annunciato che Jaden tornerà per il sequel Karate Kid 2 con Jackie Chan. Il film sarà diretto da Breck Eisner, prodotto da James Lassiter e Will Smith e scritto da Zak Penn.
Jaden si è preso una pausa dalla recitazione dopo l'uscita del suo mixtape, Cool Tape Vol. 2 per concentrarsi sulla musica, tornando a recitare su Netflix, nella serie TV The Get Down nel 2017. Sempre nel 2017 partecipa al doppiaggio della serie animata Neo Yokio. Il 21 giugno 2018, è stato pubblicato il primo trailer del film Skate Kitchen con Jaden che interpreterà Devon uno dei personaggi principali. Il film è stato distribuito il 10 agosto 2018 dopo essere stato presentato al Sundance nell'inverno 2017. È il protagonista insieme a Cara Delevingne del film romantico Life in a Year pubblicato su Prime Video il 27 novembre 2020.

### Musica

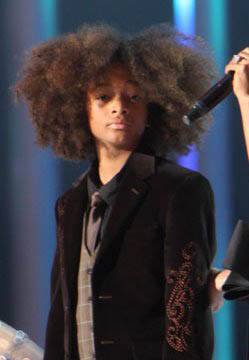
Jaden al concerto per il premio Nobel per la pace nel 2009

Nel 2010, Jaden ha cantato al fianco del cantante canadese Justin Bieber nella canzone Never Say Never. La canzone raggiunse l'ottava posizione nella Billboard Hot 100 ed è stata certificata cinque volte disco di platino negli Stati Uniti. Il 1º ottobre 2012, Jaden ha pubblicato il suo primo mixtape, The Cool Cafe. Ha poi pubblicato il sequel del disco l'8 novembre 2014, intitolato Cool Tape Vol. 2.
Jaden ha iniziato a lavorare al suo album di esordio nel 2014, un processo che ha richiesto tre anni. Jaden ha annunciato a dicembre 2016 che il suo album si chiamerà Syre. Fallen, primo singolo estratto dal disco, è stato pubblicato il 5 dicembre 2016; il 14 luglio 2017 hanno seguito altri due estratti: Batman e Watch Me. L'album è stato pubblicato il 17 novembre 2017. La canzone Icon è stata pubblicata come singolo nello stesso giorno e ha raggiunto la posizione numero tre nella Bubbling Under Hot 100.
Il 14 dicembre viene annunciato il seguito di Syre: Erys. Un altro progetto chiamato Syre: The Electric Album è stato promosso tramite Twitter. In vista dell'uscita del progetto, Jaden ha pubblicato il singolo Ghost con Christian Rich. L'8 luglio 2018, Jaden ha pubblicato il progetto esclusivamente su Instagram durante il suo 20º compleanno. Il progetto è stato successivamente pubblicato quattro giorni dopo sulle piattaforme di streaming. Syre: The Electric Album è una rivisitazione chitarristica dell'album.
Il 30 luglio 2018, Jaden ha annunciato che avrebbe aperto i concerti di J. Cole al fianco di Young Thug e il 2 agosto, per la prima volta si sarebbe esibito al Lollapalooza. Una delle influenze di Jaden, Kid Cudi, dichiarò che gli sarebbe piaciuto fare un album con lui. Nei mesi successivi, l'artista ha pubblicato un mixtape intitolato The Sunset Tapes: A Cool Tapes Story, mentre nel 2019 ha pubblicato il già annunciato Erys. Il 17 Gennaio 2020 prese parte al remix ufficiale di Ritmo (Bad boys for life) dei Black Eyed Peas e a Luglio dello stesso anno Jaden ritorna in scena con il singolo Cabin Fever a cui fa seguito il mixtape CTV3: Cool Tape Vol.3.

## Influenze
Le influenze di Jaden includono Kid Cudi, Kanye West, Kurt Cobain e Tycho. Parlando delle sue ispirazioni, Jaden ha detto: «Kurt Cobain mi ha ispirato, Kanye West mi ha ispirato, tutti i miei homies mi hanno ispirato, ma la più grande ispirazione nella mia vita è stato Kid Cudi e Tycho». Smith considera anche suo padre, Will Smith, una fonte di ispirazione, in un'intervista disse: «ha iniziato con la musica per poi passare al cinema, io ho iniziato con il cinema e poi sono passato alla musica».

## Vita privata
Il padre di Jaden Smith, Will, rivelò che suo figlio cercava di emanciparsi, con il consenso dei suoi genitori. Will ha rivelato ai media che la motivazione principale di Jaden è l'istituzione della propria residenza e ha anche spiegato che i suoi figli non sono soggetti a una rigorosa condotta genitoriale. Così, nel giugno 2017, Jaden ha comprato una casa da 4 milioni di dollari a Hidden Hills, lasciando casa dei suoi genitori.
Jaden è un vivido "teorico della cospirazione" e le sue affermazioni spesso generano controversie. Ciò include teorie sugli Illuminati, scie chimiche e la vita extraterrestre. Nel 2013, Jaden ha sollevato polemiche quando ha criticato l'istruzione tradizionale e ha consigliato alle persone di abbandonare la scuola. Parlando di adolescenti che frequentano la scuola, Jaden ha detto che «i ragazzi che vanno a scuola sono così angosciati».
Jaden è stato fidanzato con Sarah Snyder dal 2015 al 2017. Snyder lo ha ispirato in numerose canzoni nell'album di esordio, Syre.

## Moda
GQ ha definito Jaden Smith «un campionato tutto suo» in termini di moda e una «superstar che ha portato la moda a un livello completamente diverso». Jaden ha detto che Tyler, the Creator, Batman e Poseidone sono le sue icone quando si tratta di moda. Jaden disse che Tyler, the Creator lo presentò al marchio Supreme. Lo scenario oscuro e gotico di Batman ha influenzato l'abbigliamento che ha creato con il suo marchio "MSFTSrep" e il suo stile di abbigliamento personale, persino indossando l'armatura di Batman per il matrimonio di Kanye West e Kim Kardashian e il suo ballo e la volontà di Poseidone di indossare abiti femminili e la sua libertà con l'abbigliamento è fonte d'ispirazione.
Jaden ha iniziato il suo marchio di abbigliamento e anche stile di vita chiamato "MSFTSrep". La gamma comprende felpe, T-shirt, pantaloni e gilet. Nel maggio 2013 Jaden ha collaborato con un designer coreano, Choi Bum Suk, per creare un negozio pop-up in cui i clienti possono acquistare vestiti con i loro loghi.
Jaden ha sollevato polemiche nel 2016 dopo aver fatto da modello per una campagna di abbigliamento femminile per Louis Vuitton con una gonna. Poi ha spiegato la scelta di indossare una gonna, Jaden disse che stava tentando di combattere il bullismo, dicendo che in questo modo «quando un ragazzo andrà a scuola con una gonna, non verrà picchiato e i bulli non si arrabbieranno con lui». Jaden continuerà a indossare abiti da donna per il resto del 2016. Jaden è stato il primo modello maschile a fare da modello per abbigliamento da donna di Louis Vuitton.
Jaden è socio di Just Water da quando aveva dodici anni. Just Water sta tentando di creare un sistema di filtrazione dell'acqua che sia economico e possa essere utilizzato nelle aree più povere, soprattutto per aiutare le infrastrutture idriche a creare metodi di costruzione più rispettosi per l'ambiente. Il 27 agosto 2018, Just Water è stata lanciata nel Regno Unito.

## Filmografia

### Cinema
- La ricerca della felicità (The Pursuit of Happyness), regia di Gabriele Muccino (2006)
- Ultimatum alla Terra (The Day the Earth Stood Still), regia di Scott Derrickson (2008)
- The Karate Kid - La leggenda continua (The Karate Kid), regia di Harald Zwart (2010)
- After Earth, regia di M. Night Shyamalan (2013)
- Skate Kitchen, regia di Crystal Moselle (2018)
- Life in a Year, regia di Mitja Okorn (2020)
- Impractical Jokers: The Movie, regia di Chris Henchy (2020)

### Televisione
- All of Us – serie TV, 5 episodi (2003)
- Zack e Cody al Grand Hotel (The Suite Life of Zack and Cody) – serie TV, episodio 3x18 (2008)
- The Get Down – serie TV, 11 episodi (2016 -2017)
- Neo Yokio – serie Netflix, 6 episodi e speciale di Natale (2017-2018)

## Discografia

### Album in studio
- 2017 – Syre
- 2019 – Erys

### Mixtape
- 2012 – The Cool Cafe: Cooltape Volume 1
- 2014 – CTV2
- 2018 – The Sunset Tapes: A Cool Tape Story
- 2020 – CTV3: Cool Tape Vol. 3

### EP
- 2015 – This Is the Album (con Daniel D'artiste)
- 2018 – Syre: The Electric Album
- 2019 – Erys Is Coming
- 2024 – 2024:A Case Study of the Long Term Effects of Young Love

### Singoli
- 2011 – Never Say Never (Justin Bieber ft. Jaden Smith)
- 2012 – Flame (Just Cuz)
- 2012 – Give it to 'Em
- 2012 – Gonzoes
- 2012 – Shakespeare
- 2018 – GHOST
- 2018 – GOKU
- 2018 – Plastic
- 2018 – Icon
- 2019 – Watch Me (Remix)
- 2020 – Cabin Fever
- 2020 – Rainbow Bap
- 2021 – Bye
- 2021 – Summer

## Riconoscimenti
- 2007 – Critics' Choice Movie Award
  - Candidatura come miglior giovane attore per La ricerca della felicità
- 2007 – NAACP Image Award
  - Candidatura come miglior attore non protagonista per La ricerca della felicità
- 2007 – MTV Movie Awards
  - Performance rivelazione per La ricerca della felicità
- 2007 – Phoenix Film Critics Society Awards
  - Miglior performance di un giovane attore protagonista o coprotagonista per La ricerca della felicità
- 2007 – Teen Choice Awards
  - Migliore alchimia (insieme a Will Smith) per La ricerca della felicità
- 2014 – Razzie Award
  - Peggior attore protagonista per After Earth
  - Peggior coppia con Will Smith per After Earth

## Doppiatori italiani
Nelle versioni in italiano delle opere in cui ha recitato, Jaden Smith è stato doppiato da:
- Federico Bebi in The Karate Kid - La leggenda continua, After Earth, The Get Down, Life in a Year
- Alex Polidori in Zack e Cody al Grand Hotel, Ultimatum alla Terra
- Ruggero Valli in La ricerca della felicità
- Mosè Singh in Nickelodeon Kids' Choice Awards
- Manuel Meli in Neo Yokio